# Betanecrovirus
Genre
Espèces de rang inférieur
- espèce-type : Tobacco necrosis virus D

Betanecrovirus est  un genre de virus de la famille des Tombusviridae, sous-famille des  Procedovirinae, qui comprend trois espèces acceptées par l'ICTV, dont l'espèce-type, Tobacco necrosis virus D (virus D de la nécrose du tabac). 
Ce sont des virus à ARN linéaire, à simple brin de polarité positive, classés dans le groupe IV de la classification Baltimore.
Ces virus infectent les plantes (phytovirus).
Ce genre résulte de la scission proposée en 2011 de l'ancien genre Necrovirus, qui comprenait sept espèces, en deux nouveaux genres Alphanecrovirus (3 espèces) et Betanecrovirus (3 espèces), la septième espèce,  Chenopodium necrosis virus étant non classée dans un genre. Une nouvelle espèce,  Potato necrosis virus a été rattachée au genre Alphanecrovirus en 2018,. 
Le génome est monopartite. 
Les virions, non enveloppés, sont constitués d'une capside icosaédrique de 28 nm de diamètre.
Ces virus sont transmis par le sol, en général par des champignons chytridiomycètes, et n'infectent que les racines.
Ils infectent une vaste gamme de plantes-hôtes, appartenant aux monocotylédones et dicotylédones.

## Structure
Les virions sont des particules non-enveloppées, de forme sphérique, d'environ 28 nm de diamètre. La capside à symétrie icosaédrique de type T=3, est composée de 30 capsomères hexamériques (le virion est constitué de 180 sous-unités protéiques). 

## Génome
Le génome, monopartite, est constitué d'une molécule d'ARN linéaire à simple brin de sens positif, d'environ 4 kb. Il est dépourvu de structure de coiffe à l'extrémité 5' et de queue poly(A).

## Transmission
Les virus de ce genre sont transmis par le sol. Certains, comme le TNV-D (Tobacco necrosis virus D ou le BBSV Beet black scorch virus), sont transmis naturellement par une espèce de champignons chytridiomycètes, Olpidium brassicae, tandis que d'autres sont transmis par le sol sans intervention apparente d'un vecteur.
Les virions sont facilement transmis par inoculation mécanique.

## Liste d'espèces
Selon NCBI (6 février 2021) :
- Beet black scorch virus (BBSV)
- Leek white stripe virus (LWSV)
- Tobacco necrosis virus D (TNV-D)